# Tomás Aránguiz
Tomás Benjamín Aránguiz Aránguiz (Independencia, Chile, 15 de abril de 1997) es un futbolista chileno que juega como mediocampista y su actual equipo es el Magallanes de la Primera B de Chile

## Trayectoria
Oriundo de Independencia, llegó a los 8 años a las divisiones inferiores de Colo-Colo hasta los 11 años, debiendo dejar el club debido a un infortunado accidente en una piscina, el cual le generó fractura en una vértebra. A los 14 años retomó su carrera futbolística en la Selección de Quilicura, para llegar a los 15 años a las divisiones inferiores de Barnechea. Tras debutar en 2015 en el primer equipo huaicochero, en 2017 logró ascender a la Primera B chilena. 
Para el segundo semestre de 2017, fue traspasado a Deportes Santa Cruz, para el año siguiente recalar en Magallanes, donde formó parte del plantel que logró el histórico ascenso a la Primera División en 2022.

## Estadísticas
| Club                        | Div.          | Temporada     | Liga  | Liga  | Liga   | Copas nacionales | Copas nacionales | Copas nacionales | Torneos internacionales | Torneos internacionales | Torneos internacionales | Total | Total | Total  |
| Club                        | Div.          | Temporada     | Part. | Goles | Asist. | Part.            | Goles            | Asist.           | Part.                   | Goles                   | Asist.                  | Part. | Goles | Asist. |
| --------------------------- | ------------- | ------------- | ----- | ----- | ------ | ---------------- | ---------------- | ---------------- | ----------------------- | ----------------------- | ----------------------- | ----- | ----- | ------ |
| Barnechea · Chile           | 2.ª           | 2014-15       | —     | —     | —      | 1                | 0                | ?                | —                       | —                       | —                       | 1     | 0     | ?      |
| Barnechea · Chile           | 2.ª           | 2015-16       | 18    | 1     | ?      | 4                | 0                | ?                | —                       | —                       | —                       | 22    | 1     | ?      |
| Barnechea · Chile           | 3.ª           | 2016-17       | 21    | 3     | 4      | —                | —                | —                | —                       | —                       | —                       | 21    | 3     | 4      |
| Barnechea · Chile           | Total club    | Total club    | 39    | 4     | 4      | 5                | 0                | 0                | 0                       | 0                       | 0                       | 44    | 4     | 4      |
| Deportes Santa Cruz · Chile | 3.ª           | 2017          | 18    | 3     | 1      | —                | —                | —                | —                       | —                       | —                       | 18    | 3     | 1      |
| Deportes Santa Cruz · Chile | Total club    | Total club    | 18    | 3     | 1      | 0                | 0                | 0                | 0                       | 0                       | 0                       | 18    | 3     | 1      |
| Magallanes · Chile          | 2.ª           | 2018          | 20    | 2     | 3      | 2                | 0                | 0                | —                       | —                       | —                       | 22    | 2     | 3      |
| Magallanes · Chile          | 2.ª           | 2019          | 9     | 0     | 0      | 2                | 0                | 0                | —                       | —                       | —                       | 11    | 0     | 0      |
| Magallanes · Chile          | 2.ª           | 2020          | 20    | 2     | 2      | —                | —                | —                | —                       | —                       | —                       | 20    | 2     | 2      |
| Magallanes · Chile          | 2.ª           | 2021          | 25    | 0     | 3      | 3                | 0                | 0                | —                       | —                       | —                       | 28    | 0     | 3      |
| Magallanes · Chile          | 2.ª           | 2022          | 32    | 5     | 5      | 8                | 0                | 1                | —                       | —                       | —                       | 40    | 5     | 6      |
| Magallanes · Chile          | 1.ª           | 2023          | 27    | 1     | 3      | 5                | 0                | 0                | 10                      | 0                       | 2                       | 42    | 1     | 5      |
| Magallanes · Chile          | 2.ª           | 2024          | 32    | 2     | 3      | 6                | 1                | 5                | —                       | —                       | —                       | 38    | 3     | 8      |
| Magallanes · Chile          | 2.ª           | 2025          | 21    | 3     | 5      | 6                | 2                | 0                | —                       | —                       | —                       | 27    | 5     | 5      |
| Magallanes · Chile          | Total club    | Total club    | 185   | 15    | 24     | 32               | 3                | 6                | 10                      | 0                       | 2                       | 228   | 18    | 32     |
| Total carrera               | Total carrera | Total carrera | 242   | 22    | 29     | 37               | 3                | 6                | 10                      | 0                       | 2                       | 290   | 25    | 37     |
| 1. 2. 3.                    |               |               |       |       |        |                  |                  |                  |                         |                         |                         |       |       |        |

## Palmarés

### Campeonatos nacionales
| Título             | Club       | País  | Año     |
| ------------------ | ---------- | ----- | ------- |
| Segunda División   | Barnechea  | Chile | 2016-17 |
| Primera B          | Magallanes | Chile | 2022    |
| Copa Chile         | Magallanes | Chile | 2022    |
| Supercopa de Chile | Magallanes | Chile | 2023    |